# 심능건
심능건(沈能建, 1752년 ~ 1817년 7월 7일)은 조선 영조의 부마(駙馬)로, 삭녕군수 증 영의정 심정지(沈鼎之)의 4남이자 화령옹주의 남편이다. 본관은 청송(靑松)이고 작위는 청성위(靑城尉)이다.

## 생애
1764년(영조 40년) 영조의 서11녀 화령옹주(和寧翁主)와 결혼하여 청성위(靑城尉)가 되었다.
1781년(정조 5년) 장모 숙의 문씨(淑儀 文氏)의 생전 집을 멋대로 팔고 철거하는 바람에 삭직되고 문외출송되었다. 이후, 다시 복작되었다.
1801년(순조 1년) 사은정사(謝恩正使)가 되어 청나라에 다녀왔다.
1803년 책봉 주청 정사(冊封奏請正使)로 청나라에 다녀왔다.
1805년 종척집사(宗戚執事)가 되었다.
1806년과 1808년 동지정사(冬至正使)가 되어 청나라에 다녀왔다.
1817년(순조 17) 7월 7일 졸(卒)하자, 순조는 "서단(逝單, 부음 단자(訃音單子)) 을 보니 슬픔을 금할 수 없다. 청성위 집에 예장(禮葬)을 전례대로 거행하고, 녹봉을 3년을 한정하여 실어 보내며, 그 아들은 복(服)을 벗는 대로 조용(調用)하라." 하였다.

## 가계
- 11대조 : 심연원 - 영의정 청천부원군(靑川府院君)
- 10대조 : 심강 - 조선 제13대 명종의 국구, 청릉부원군(靑陵府院君) 영돈녕부사 증 영의정
- 9대조 : 심의겸 - 서인의 초대 영수, 병조판서 청양군(靑陽君)
- 8대조 : 심엄 - 옥과현감 증 영의정 청천부원군(靑川府院君)
- 7대조 : 심광세 - 홍문관 응교 증 이조참판
- 6대조 : 심은 - 증 이조참판
- 5대조 : 심약명 - 함창현감 증 이조판서
- 고조부 : 심속 - 증 영의정
- 증조부 : 심택현(沈宅賢) - 이조판서 좌참찬 판돈녕부사
- 증조모 : 정경부인 전주 이씨
  - 조부 : 심규(沈?) - 해주목사 증 좌찬성
  - 조모 : 증 정경부인 경주 김씨 - 영의정 김흥경의 딸
    - 숙부 : 심관지(沈觀之) - 병조참판, 오위도총부 도총관
    - 숙부 : 심항지(沈恒之) - 대전시 교육감 심재갑(沈載甲)의 6대조, 대전시장·충청남도지사·행정조정실장·청와대 행정수석·국회의원·국민중심당 대표·자유선진당 대표·지방자치발전위원장 심대평(沈大平)의 7대조, 대한민국 초대 참의원(상원) 법제사법위원장 심종석의 7대조
    - 아버지 : 심정지(沈鼎之) - 삭녕군수 증 영의정
    - 어머니 : 증 정경부인 덕수 이씨 - 부사 이복해(李福海)의 딸
    - 장인 : 조선 제21대 영조
    - 장모 : 숙의 문씨
      - 본인 : 심능건(沈能建) - 조선 제21대 영조의 부마, 청성위(靑城尉)
      - 부인 : 화령옹주 - 영조의 서11녀, 숙의 문씨 소생
        - 장남 : 심의장(沈宜長) - 요절
        - 양자 : 심의관(沈宜寬) - 포천현감, 통덕랑 심능렬(沈能烈)의 차남
        - 장녀 : 청송 심씨 - 이규신(李奎信)에게 하가
        - 차녀 : 청송 심씨 - 이재교(李在敎)에게 하가

      - 처제 : 화길옹주 - 영조의 서12녀, 숙의 문씨 소생
      - 형 : 심능운(沈能運)
      - 형 : 심능원(沈能遠)
      - 형 : 심능진(沈能進)
      - 동생 : 심능손(沈能遜)
      - 여동생 : 풍산인 이희응(李羲膺)에게 출가

    - 고모부 : 홍낙성(洪樂性) - 영의정
    - 고모부 : 어석정(魚錫定) - 조선 제20대 경종의 국구 함원부원군(咸原府院君) 영돈녕부사 증 영의정 어유구(魚有龜)의 장남, 경종의 두 번째 왕후 선의왕후의 남동생

## 참조
- 《영조실록》
- 《정조실록》
- 《순조실록》
- 《청송심씨 대동보》

## 같이 보기
| - 조선 영조 - 숙의 문씨 - 화령옹주 - 화길옹주 - 조선 정조 - 조선 순조 - 김흥경 - 홍낙성 - 어유구 - 선의왕후 - 조선 경종 | - 심덕부 - 심종 - 심온 - 소헌왕후 - 심회 - 심결 - 심안의 - 심연원 - 심강 - 인순왕후 - 심의겸 | - 심충겸 - 심지원 - 심익현 - 심열 - 심호 - 단의왕후 - 심유현 - 심택현 - 심재갑 - 심대평 - 심종석 |